# Гладкое число
Гладкое число — целое число, все простые делители которого не превышают заданного (малого числа) {\displaystyle B} (например, при {\displaystyle B=7} говорят о 7-гладких числах). Гладкие числа особенно важны в алгоритмах факторизации.
Например, число 2000 имеет следующее разложение на множители: 24 × 53, поэтому оно 5-гладкое, но не 3-гладкое.
Если граница гладкости {\displaystyle B} фиксирована и достаточно мала, то верна следующая оценка для {\displaystyle \Psi (x,B)} — количества {\displaystyle B}-гладких чисел, не превосходящих {\displaystyle x}:
{\displaystyle \Psi (x,B)\sim {\frac {1}{\pi (B)!}}\prod _{p\leqslant B}{\frac {\log x}{\log p}}.}
С введением {\displaystyle u=\log x/\log B} (то есть {\displaystyle x=B^{u}}) имеет место:
{\displaystyle \Psi (x,B)=x\cdot \rho (u)+O\left({\frac {x}{\log B}}\right)},
где {\displaystyle \rho } — функция Дикмана.